# هانگری جو (مونتانا)
هانگری جو (به انگلیسی: Hungry Joe) یک منطقهٔ مسکونی در ایالات متحده آمریکا است که در شهرستان داوسن، مونتانا واقع شده‌است. هانگری جو ۷۴۴٫۰۳ متر بالاتر از سطح دریا واقع شده‌است.